# 제드 (가수)
제드(본명: 이재찬, 1978년 3월 19일 ~ )는 대한민국의 보이 그룹 디베이스의 리더, 메인래퍼를 맡고 있다.
미국에서 태어나 자랐고 미시건 주립 의과 대학에 재학 중이던 그는 2000년 이현도에게 픽업되어 그의 완전힙합 앨범에 참여한 것으로 데뷔, 이후 디베이스의 리더로 2집까지 같이 활동하였다. 2집 활동을 끝으로 디베이스에서 탈퇴한 그는, 3년여간의 준비 기간을 거쳐 사랑의 숲에서 길을 잃다를 통해 컴백하였다. 이 곡은 특히 2003년 이후 가수 활동을 접었던 임창정이 오랜만에 보컬로 모습을 드러내 화제를 모으기도 하였다. 하지만, 디베이스에서 보여줬던 짙은 힙합의 색깔이 배제된, 발라드의 색깔이 강한 랩곡이어서 팬들의 아쉬움을 불러일으키기도 하였다. 같은 해 10월, 바비 킴과 함께 두 번째 싱글을 발표하였다.
그 후 오랫동안 활동이 없다가 5년만인 2012년에 디베이스의 3인조 유닛인 프릭스(Freakx)로 가요계에 다시 컴백하였다. 2013년에는 솔로로 새로운 싱글을 발표하였으며, 수록곡 중 〈나란 놈은〉은 LA 다저스의 류현진의 테마곡으로 사용되어 화제가 되기도 하였다. 한편 이즈음 그는 패션 사업가로써 활동을 시작하였으며, 9월 발표한 Curtain Call pt.2 싱글은 그의 가수 인생에 마지막이 될 수 있다는 각오로 작업하였다고 밝혔다.

## 학력
- 미시간 주립 대학교

## 디스코그래피
- 2007년 6월 4일 Show Time Project - 1st Single
- 2007년 10월 29일 Jed Show
- 2008년 7월 18일 Show Time Project - Jed 입버릇
- 2013년 4월 8일 Curtain Call
- 2013년 6월 13일 Korean Monster 디지털 싱글
- 2013년 9월 26일 Curtain Call pt.2

## 피쳐링
- 이현도 - 삐에로
- 이지혜 - 눈물아 제발 멈춰줘